# 呼和浩特铁路运输中级法院
呼和浩特铁路运输中级法院是中华人民共和国内蒙古自治区的铁路运输中级法院，负责审理铁路各类刑事案件和一方为铁路企业、事业单位的各类民、商事案件。

## 沿革
1987年5月，铁路运输高级法院撤销，改由内蒙古自治区高级人民法院管辖呼和浩特铁路运输中级法院及其下辖的包头铁路运输法院、集宁铁路运输法院的审判工作。
2007年7月，更名为呼和浩特铁路运输法院并迁址于呼和浩特市。
2012年6月30日，呼和浩特铁路运输法院正式划归国家统一司法序列整体纳入国家司法管理体系，实行属地管辖案件管辖为铁路运输和铁路建设中发生的各类刑事案件和民、商事纠纷案件。
2015年4月1日，内蒙高院指定呼和浩特铁路运输法院增加受理呼和浩特市回民区、新城区、赛罕区、玉泉区发生的运输合同纠纷、航空运输损害责任纠纷、保险合同纠纷民事一审案件。

## 辖区
本法院的辖区是呼和浩特铁路局的辖区。

## 对应铁路运输基层法院
- 包头铁路运输法院
- 集宁铁路运输法院